# Александар Радосављевић (голман)
Александар Радосављевић (Краљево, 21. децембар 1982) српски је бивши фудбалер који је играо на позицији голмана.

## Клупска каријера
Радосављевић је каријеру почео у Чукаричком, играјући шест година за клуб.
У Партизан је прешао у јуну 2007. године када је потписао четворогодишњи уговор. Као трећи голман иза Дарка Божовића и стартера Младена Божовића, Радосављевић је добијао ограничену минутажу. Од краја септембра до почетка новембра 2009. накратко је добио шансу као први голман под вођством шефа стручног штаба Горана Стевановића (укључујући три утакмице Лиге Европе против Шахтјора из Доњецка и Брижа), након чега је Младен Божовић поново постао неприкосновени голман Партизана. Радосављевић је у Партизану провео три сезоне и освојио пет трофеја, пре него што је споразумно раскинуо уговор у августу 2010. након што се са тимом квалификовао за Лигу шампиона 2010/11.
Убрзо након тога, Радосављевић се преселио у иностранство и потписао уговор са мађарским клубом Ђер, где је остао до краја сезоне 2010/11. Године 2012. потписао је једногодишњи уговор са Српским белим орловима у Канадској фудбалској лиги, али није наступио ни у једној утакмици.

## Успеси
Партизан
- Суперлига Србије (3): 2007/08, 2008/09, 2009/10
- Куп Србије (2): 2007/08, 2008/09